# Уседа
Уседа (ісп. Uceda) — муніципалітет в Іспанії, у складі автономної спільноти Кастилія-Ла-Манча, у провінції Гвадалахара. Населення — 2519 осіб (2010).
Муніципалітет розташований на відстані близько 50 км на північний схід від Мадрида, 33 км на північний захід від Гвадалахари.
На території муніципалітету розташовані такі населені пункти: (дані про населення за 2010 рік)
- Каракіс: 1663 особи
- Уседа: 712 осіб
- Пеньяррубія: 144 особи

## Демографія
Динаміка населення (INE ):

## Галерея зображень

Розташування муніципалітету у провінції Гвадалахара